# Kanjani8
Kanjani8 (関ジャニ∞ (エイト), Kanjani Eito) (Romanizado como Kanjani∞) é um grupo musical japonês formado por seis membros da região de Kansai.

Gerenciado pela agência de multitalentos Johnny's Entertainment, o grupo foi criado em 2002, estreando em 2004 como um grupo de new enka, ou enká moderno da Johnny's sob o selo Imperial Records. Em 2006, o estilo musical do grupo sofreu algumas mudanças tornando se mais comercial resultando numa mistura de pop e rock. 
 O nome "Kanjani Eight" é uma mistura de kan (関) em relação à região de origem dos membros, "jani", que provém de Johnny's, cuja pronúncia no idioma japonês se dá como "janizu" e "Eight", estilizado pelo símbolo ∞, porque o grupo original era formado por oito integrantes.  Assim como outros artistas gerenciados pela agência Johnny's, o Kanjani8 atua em várias áreas da indústria japonesa de entretenimento, tais como programas de variedades, programas de rádio, novelas, filmes, peças de teatro, além de filmes comerciais e progagandas. 